# Pavel Steiner
Pavel Steiner (29 de marzo de 1908-4 de junio de 1969) fue un deportista checoslovaco que compitió en natación y waterpolo. Ganó una medalla de bronce en el Campeonato Europeo de Natación de 1931 en la prueba de 100 m libre.

## Palmarés internacional
| Campeonato Europeo | Campeonato Europeo | Campeonato Europeo | Campeonato Europeo |
| Año                | Lugar              | Medalla            | Prueba             |
| ------------------ | ------------------ | ------------------ | ------------------ |
| 1931               | París (Francia)    | Medalla de bronce  | 100 m libre        |